# Nature Chemical Biology
Nature Chemical Biology è una rivista scientifica mensile sottoposta a revisione paritaria e pubblicata dalla Nature Portfolio. È stata fondata nel giugno 2005. Il suo primo caporedattore (fino al 2022) è stato Terry L. Sheppard. L'attuale caporedattore è Russell Johnson.

## Perimetro editoriale
L'obiettivo editoriale di Nature Chemical Biology è quello di offrire un forum di incontro tra le ricerche originali e i commenti dei lettori, nel campo della biochimica. Gli argomenti trattati comprendono concetti e metodi di ricerca in chimica, biologia e discipline correlate, con l'obiettivo di controllare i sistemi biologici a livello molecolare. Gli autori (collaboratori) sono biochimici, ma anche chimici coinvolti nella ricerca interdisciplinare tra chimica e biologia, unitamente a biologi che producono risultati di ricerca per la comprensione e il controllo dei processi biologici a livello molecolare.
Viene data enfasi alla ricerca interdisciplinare nella chimica e nella biologia. L'obiettivo principale della rivista in questo settore è la ricerca fondamentale che illumina gli strumenti chimici e biologici disponibili, nonché i meccanismi alla base dei processi biologici. Sono inclusi anche studi che descrivono applicazioni a livello molecolare combinando queste due discipline. Viene data enfasi anche alle innovazioni nei metodi e nella teoria prodotte da studi interdisciplinari.
I lettori di Nature Chemical Biology, che funge anche da forum, sono tipicamente ricercatori nel campo della chimica e delle scienze della vita. Oltre agli articoli di ricerca originali, la rivista pubblica anche revisioni, prospettive, punti salienti della ricerca (anche riferiti ad altre riviste), corrispondenza e commenti.

## Indicizzazione
Gli abstract e gli articoli della rivista sono indicizzati da:
- Chemical Abstracts Service - CASSI
- Science Citation Index
- Science Citation Index Expanded
- Current Contents - Life Sciences
- BIOSIS Previews

Secondo il Journal Citation Reports, la rivista ha ricevuto un fattore di impatto per il 2021 pari a 16,290, collocandosi al 13° posto fra 296 titoli presenti nella categoria "Biochimica e biologia molecolare".